# George Deacon
George Edward Raven Deacon (* 21. März 1906 in Leicester; † 16. November 1984 in Milford (Surrey))  war ein britischer Ozeanograph und Chemiker.
Deacon studierte Chemie am King’s College London mit dem Abschluss 1926 und einem Abschluss als Lehrer 1927. Er war kurz Lehrer an der Rochdale Technical School, nahm aber 1927 einen Posten als Wissenschaftler auf einem Forschungsschiff in die Antarktis an, ab 1928 auf der Discovery II. Er nahm an der ersten Expedition (1929 bis 1931), der zweiten (1931 bis 1933) und der vierten Expedition teil (1935 bis 1937), auf der er Chefwissenschaftler war. Dabei untersuchte er den Wasseraustausch und die Strömungen im Antarktischen Ozean und den umgebenden Meeren. Insbesondere zeigte er, dass fast das gesamte Tiefenwasser der Antarktis aus dem Weddell-Meer stammte. 1937 erhielt er einen D.Sc. der Universität London für seine Forschungen in der Antarktis. Im Zweiten Weltkrieg diente er im U-Boot-Krieg und forschte zur U-Boot-Detektion mit Asdic und zuletzt über Ozeanwellen, wobei es ihm mit Kollegen gelang, aus der Analyse des Spektrums der Wellen ihre Herkunft aus fernen Stürmen nachzuweisen (bei einer Gelegenheit von einem 6000 Seemeilen entfernten Sturm am Kap Hoorn).
1949 wurde er der erste Direktor des nationalen britischen Instituts für Ozeanographie. 1971 ging er in den Ruhestand.
Er war Fellow der Royal Society of Edinburgh (1957) und der Royal Society (1944) und erhielt 1969 die Royal Medal. 1964 wurde er CBE und 1977 wurde er geadelt. Er war Ehrendoktor in Liverpool und Leicester und auswärtiges Mitglied der königlich schwedischen Akademie der Wissenschaften. 1942 erhielt er die Polar Medal. Der Deacon Hill auf Coronation Island im Archipel der Südlichen Shetlandinseln in der Antarktis ist nach ihm benannt.

## Schriften
- The Hydrology of the Southern Oceans, Discovery Reports Nr. 15, 1937, S. 1–124
- Oceans, London: Hamlyn 1962
  - Deutsche Ausgabe: Die Meere der Welt, Scherz, 2. Auflage 1973
- The Antarctic Circumpolar Ocean, Cambridge UP 1984